# 腸結核
腸結核（ちょうけっかく、英語: intestinal tuberculosis）は、結核菌によって小腸や大腸に炎症が生じる病気である。大腸に生じた場合は特に大腸結核（だいちょうけっかく）とも呼ばれる。

## 概要
結核菌によって小腸や大腸に炎症が生じる病気。肺結核に合併して起きた場合を「続発性腸結核」といい、肺に病巣がみられない場合を「原発性腸結核」と呼ぶ。典型的には回盲部に起こり、クローン病との鑑別が問題となる。ただしその他のどの部位もおかされうる。大腸結核の場合は潰瘍性大腸炎との鑑別が重要。
かつては肺結核の合併症として発生することが多かったが、近年では続発性腸結核は少なく、原発性腸結核が増加傾向にある。他の急性細菌性腸炎（サルモネラ、カンピロバクター、赤痢菌など）と異なり、腸結核は慢性の経過をたどることが多い。

## 原因
結核菌を含んだ痰を飲み込んで腸に感染する例が多いとされる。

## 症状
慢性的な腹痛、腹部膨満感、食欲不振、体重減少、下痢などである。血便（下血）、吐き気・嘔吐、腹部膨満感、微熱を伴うこともある。

### 合併症
腸閉塞、狭窄、穿孔、大量出血、瘻孔形成、中毒性巨大結腸症、腹膜炎が起こることがある。

## 画像所見
結腸では、大腸内視鏡検査にて多発潰瘍、潰瘍化した集塊、無茎性ポリープ、小憩室を認める。肺結核の有無を確認するために胸部のX線撮影やインターフェロンγ遊離試験も行われる。並行して血液検査で血沈やCRPなどの炎症反応を調べる。
診断確定は、大腸内視鏡下の生体組織診断にて乾酪性肉芽腫を認めたり結核菌培養が陽性であるときである。生検標本のPCRによる結核菌DNAの検出は、迅速で最も感度が高い。
2007年現在、ダブルバルーン内視鏡やカプセル内視鏡により小腸結核も診断できるようになった。なお、他の多くの細菌性腸炎と異なり、腸結核では必ずしも大便から結核菌が検出されるとは限らない。

## 鑑別が必要な疾患
腸管出血性大腸菌や赤痢菌などの他の細菌による大腸炎、アメーバ赤痢、クローン病、潰瘍性大腸炎、虚血性大腸炎、薬剤性腸炎、大腸癌など。

## 治療
肺結核などと同様に、複数の抗結核薬の投薬が行われる。具体的にはイソニアジド、リファンピシン、ピラジナミド、エタンブトールなど。再発の予防のため、長期的な治療（1年程度）が必要となる。また、投薬治療の際は薬の副作用にも注意しながら行う。
狭窄や穿孔、大量出血などの合併症が起こった場合は外科手術が必要となる場合もある。なお、結核は感染症法で二類感染症に指定されているため、結核菌が検出された場合は、たとえ肺結核がなくても隔離、入院治療が必要となる。

## 予後
早期に発見し継続的な治療をすれば予後は良好であることが多い。ただし、穿孔や大量出血などの合併症が起こった場合は緊急治療を行わなければ死に至ることもある。